# Pontania pedunculi
Pontania pedunculi – gatunek błonkówki z rodziny pilarzowatych.

## Zasięg występowania
Gatunek szeroko rozpowszechniony w Europie. Notowany w Austrii, Belgii, Czechach, Danii, Estonii, Finlandii, we Francji, w Hiszpanii, Holandii, na Łotwie, w Niemczech, Portugalii, Rumunii, na Słowacji, w Szwajcarii, Wielkiej Brytanii i we Włoszech.

## Budowa ciała
Gąsienice osiągają 10–12 m długości. Ubarwienie ciała białawe z brązową głową.
Imago osiągają 3,5–4,5 mm. Ubarwienie ciała czarne z białymi nogami.

## Biologia i ekologia
Gatunek związany wierzbami o szerokich liściach, w tym wierzbą szarą, wierzbą iwą i Salix atrocinerea.
W ciągu roku występują dwie generacje. Imago spotykane są od kwietnia do czerwca oraz w lipcu i sierpniu. Galasy spotykane są od końca maja lub początku czerwca. Mają one do 7 mm długości, kolisty kształt i są gęsto owłosione, barwy jasnozielonej. Znajdują się one na spodniej stronie liścia; w każdym z nich żeruje jedna gąsienica. Larwy przepoczwarczają się w kokonie na ziemi, wśród szczątków roślinnych.

## Znaczenie dla człowieka
Często występuje na plantacjach wierzby, lecz zwykle nie powodują strat. Jednakże w przypadku wystąpienia dużej ilości galasów w szczytowej części wysokich, cienkich pędów, mogą one doprowadzić do ich złamania.